# Носкова, Линда
Линда Носкова (чеш. Linda Nosková; род. 17 ноября 2004, Всетин, Чехия) — чешская теннисистка. Победительница одного турнира WTA в одиночном разряде; победительница одного юниорского турнира Большого шлема в одиночном разряде (Открытый чемпионат Франции—2021).

## Спортивная карьера
Носкова на август 2023 года выиграла шесть титулов из цикла ITF в одиночном разряде и один титул в парном разряде.
На Открытом чемпионате Австралии 2020 года она вышла в четвертьфинал женского парного разряда среди юниоров со своей партнершей россиянкой Оксаной Селехметьевой. На Открытом чемпионате Франции 2020 года она вышла в четвертьфинал в одиночном разряде среди юниорок, а также в 1/8 финала юниорского парного разряда со своей партнершей Эвялиной Ласкевич.
На Открытом чемпионате Франции по теннису 2021 года она выиграла титул в женском одиночном разряде среди юниоров, а в парном разряде вышла в полуфинал со своей партнершей Викторией Хименес Касинцевой.
Свой первый турнир в рамках WTA-Тура Носкова сыграла в августе 2020 года на турнире в Праге, на который она получила уайлд-кард и участвовала в квалификации.
В 2022 году Линда впервые в карьере приняла участие в турнирах Большого шлема. На Открытом чемпионате Франции в одиночном разряде, пройдя сито квалификации, Носкова в первом раунде основного турнира уступила в упорном поединке Эмме Радукану 7-6, 5-7, 1-6. На Открытом чемпионате США по теннису, Носкова также прошла квалификацию и в первом раунде проиграла своей соотечественнице Марии Боузковой 2-6, 7-6, 2-6.
В самом начале 2023 года чешская спортсменка сумела впервые в карьере выйти в финал престижного турнира WTA 500 в Аделаиде. В решающем поединке она уступила Арине Соболенко — 3-6, 6-7.
В третьем круге Открытого чемпионата Австралии 2024 года Носкова обыграла первую ракетку мира Игу Свёнтек со счётом 3-6 6-3 6-4. Носкова впервые в карьере вышла в 4-й круг турнира Большого шлема. Носкова прервала 18-ю матчевую победную серию Свёнтек, она не проигрывала с сентября 2023 года.

## Итоговое место в рейтинге WTA по годам
| Год  | Одиночный рейтинг | Парный рейтинг |
| ---- | ----------------- | -------------- |
| 2024 | 26                | 65             |
| 2023 | 41                | 198            |
| 2022 | 91                | 180            |
| 2021 | 317               | 502            |
| 2020 | 1027              | 1192           |
| 2019 |                   | 1221           |

## Выступления на турнирах

### Финалы турнировWTAв одиночном разряде (4)

#### Победа (1)
| Легенда:                   |
| -------------------------- |
| Турниры Большого шлема (0) |
| Олимпиада (0)              |
| Итоговый турнир WTA (0)    |
| WTA 1000 (0)               |
| WTA 500 (1)                |
| WTA 250 (0)                |

| Титулы по покрытиям | Титулы по месту проведения матчей турнира |
| ------------------- | ----------------------------------------- |
| Хард (1)*           | Зал (0)                                   |
| Грунт (0)           | Зал (0)                                   |
| Трава (0)           | Открытый воздух (1)                       |
| Ковёр (0)           | Открытый воздух (1)                       |

* количество побед в одиночном разряде.
| №  | Дата            | Турнир             | Покрытие | Соперница в финале | Счёт       |
| 1. | 24 августа 2024 | Монтеррей, Мексика | Хард     | Лулу Сан           | 7-6(6) 6-4 |

#### Поражения (3)
| №  | Дата           | Турнир              | Покрытие | Соперница в финале | Счёт        |
| 1. | 8 января 2023  | Аделаида, Австралия | Хард     | Арина Соболенко    | 3-6 6-7(4)  |
| 2. | 7 августа 2023 | Прага, Чехия        | Хард     | Нао Хибино         | 4-6 1-6     |
| 3. | 26 июля 2025   | Прага, Чехия (2)    | Хард     | Мари Бузкова       | 6-2 1-6 3-6 |

### Финалы турнировWTAв парном разряде (2)

#### Поражения (2)
| №  | Дата            | Турнир        | Покрытие    | Партнёрша       | Соперницы в финале                   | Счёт       |
| 1. | 11 февраля 2024 | Абу-Даби, ОАЭ | Хард        | Хезер Уотсон    | София Кенин Бетани Маттек-Сандс      | 4-6 6-7(4) |
| 2. | 20 апреля 2025  | Руан, Франция | Грунт (зал) | Ирина Хромачева | Александра Крунич Сабрина Сантамария | 0-6 4-6    |